# Dirka po Franciji 1930
Dirka po Franciji 1930 je bila 24. dirka po Franciji, ki je potekala od 2. do 27. julija 1930. Imela je 21 etap s skupno dolžino trase 4.822 km, povprečna hitrost zmagovalca pa je bila 28 km/h.
Na dirki je bila vpeljana novost; ekipe so bile organizirane po nacionalnem ključu, vsaka ekipa pa je imela deset tekmovalcev. Takšna oblika se je izkazala uspešna za francoske kolesarje; v končni razvrstitvi jih je bilo v prvi deseterici kar šest; s čimer so bili zadovoljni tudi sami organizatorji dirke. Zvezda domače ekipe je bil André Leducq, skupni zmagovalec Toura, največ etapnih zmag, kar osem, pa je dosegel prav tako Francoz Charles Pélissier, ki je bil na koncu deveti. Ekipno je zmagala Francija pred Belgijo in Nemčijo.
Tour 1930 je imel prvikrat v živo radijski prenos.

## Pregled
| Kategorije                          | Podatki       |
| ----------------------------------- | ------------- |
| Začetek-konec                       | Pariz - Pariz |
| Dolžina (km)                        | 4,822         |
| Število etap                        | 21            |
| Povprečna hitrost zmagovalca (km/h) | 28            |
| Kolesarjev                          | 100           |
| Tekmo končalo                       | 59            |

Charles Pélissier je dosegel štiri zaporedne etape, kar je uspelo šele leta 1999 italijanskemu šprinterju Mariu Cipolliniju. Pélissier je dominiral predvsem v ravninskih etapah, medtem ko je bil v gorskih etapah precej slabši, tako je v 15. etapi izgubil kar 50 minut. S svojimi osmimi etapnimi zmagami na enem Touru še vedno drži rekord, ki ga je uspelo ponoviti Eddyju Merckxu na Touru 1970 in 1974 ter Freddyju Maertensu v letu 1976.
Kasnejši zmagovalec André Leducq je v vodstvo prešel v 9. gorski etapi potem, ko je do tedaj vodilni Italijan Learco Guerra za njim zaostal dobrih trinajst minut.
| Etapa | Start in cilj                  | Dolžina | Etapni zmagovalec | Čas         | Rumena majica     |
| ----- | ------------------------------ | ------- | ----------------- | ----------- | ----------------- |
| 1     | Pariz - Caen                   | 206 km  | Charles Pélissier | 6h 36' 01"  | Charles Pélissier |
| 2     | Caen - Dinan                   | 203 km  | Learco Guerra     | 7h 00' 17"  | Learco Guerra     |
| 3     | Dinan - Brest                  | 206 km  | Charles Pélissier | 6h 39' 18"  | Learco Guerra     |
| 4     | Brest - Vannes                 | 210 km  | Omer Taverne      | 6h 56' 03"  | Learco Guerra     |
| 5     | Vannes - Les Sables-d'Olonne   | 202 km  | André Leducq      | 6h 35' 24"  | Learco Guerra     |
| 6     | Les Sables-d'Olonne - Bordeaux | 285 km  | Jean Aerts        | 9h 45' 41"  | Learco Guerra     |
| 7     | Bordeaux - Hendaye             | 222 km  | Jules Merviel     | 6h 11' 22"  | Learco Guerra     |
| 8     | Hendaye - Pau                  | 146 km  | Alfredo Binda     | 5h 02' 27"  | Learco Guerra     |
| 9     | Pau - Luchon                   | 231 km  | Alfredo Binda     | 9h 21' 31"  | André Leducq      |
| 10    | Luchon - Perpignan             | 322 km  | Charles Pélissier | 11h 57' 18" | André Leducq      |
| 11    | Perpignan - Montpellier        | 164 km  | Charles Pélissier | 4h 55' 19"  | André Leducq      |
| 12    | Montpellier - Marseille        | 209 km  | Antonin Magne     | 6h 41' 42"  | André Leducq      |
| 13    | Marseille - Cannes             | 181 km  | Learco Guerra     | 6h 21' 47"  | André Leducq      |
| 14    | Cannes - Nica                  | 132 km  | Louis Peglion     | 4h 33' 51"  | André Leducq      |
| 15    | Nica - Grenoble                | 333 km  | Learco Guerra     | 13h 48' 58" | André Leducq      |
| 16    | Grenoble - Évian               | 331 km  | André Leducq      | 13h 39' 23" | André Leducq      |
| 17    | Évian - Belfort                | 282 km  | Frans Bonduel     | 9h 56' 28"  | André Leducq      |
| 18    | Belfort - Metz                 | 223 km  | Charles Pélissier | 8h 27' 43"  | André Leducq      |
| 19    | Metz - Charleville             | 159 km  | Charles Pélissier | 5h 05' 23"  | André Leducq      |
| 20    | Charleville - Malo-les-Bains   | 271 km  | Charles Pélissier | 10h 05' 10" | André Leducq      |
| 21    | Malo-les-Bains - Pariz         | 300 km  | Charles Pélissier | 12h 10' 09" | André Leducq      |